# アビラテロン
アビラテロン（Abiraterone）はプレドニゾンと組み合わせて転移のある去勢抵抗性前立腺癌（抗アンドロゲン薬による治療に反応しない癌）の治療に用いられる薬である。 アビラテロン酢酸エステルというプロドラッグの状態で処方される（商品名：ザイティガ（Zytiga））。
アビラテロンは6ヶ月の審査を経てアメリカ食品医薬品局 (FDA) によって2011年4月に認可された。日本では審査期間11ヶ月で2014年7月に認可された。第III相比較臨床試験において生存期間の中央値をプラセボ群の10.9ヶ月に対して14.8ヶ月に延長し、この臨床試験はこの成功にもとづいて中止された。

## 承認
アビラテロンは遠隔転移を有する去勢抵抗性前立腺癌（mCRPC）の治療にプレドニゾロンと併用される。米国FDAで2011年4月28日、欧州EMAで2011年9月23日、英国MHRAで2011年9月5日、豪州TGAで2012年3月1日に、日本MHLWで2014年7月4日に承認された。豪州では、アビラテロンをプレドニゾンまたはプレドニゾロンと併用してmCRPC（化学療法実施中でないかドセタキセル不応または不忍容の患者でWHOのPSが2未満）の治療に用いると医薬品給付制度の対象となる。

## 作用機序
アビラテロンは精巣、副腎、前立腺腫瘍に発現する17α-ヒドロキシラーゼ／C17,20リアーゼ／17,20デスモラーゼ（CYP17A1）を阻害する。CYP17は次の2つの過程を触媒する。(a)プレグネノロンおよびプロゲステロンの17α-ヒドロキシル化 (b)その次のC17,20リアーゼ活性によるデヒドロエピアンドロステロン（DHEA）およびアンドロステンジオンの生成 である。DHEAとアンドロステロンはアンドロゲンであり、テストステロンの前駆体である。従ってCYP17活性を阻害する事で、血中テストステロン量を低下させることができる。

## 禁忌
海外では、一般的な事項の他に下記の様に禁忌が定められている。
- 重度の肝機能障害がある患者
- 糖質コルチコイドが過剰分泌されている患者
- 心血管障害のある患者（心不全、高血圧を含む）
- 未補正の低カリウム血症のある患者
- 副腎皮質ホルモン分泌量が不充分である患者
- アビラテロンによる肝機能障害が予想される患者

日本の添付文書には、重度の肝機能障害患者（Child-PughスコアC）が禁忌として設定されている。

## 副作用
日本の添付文書に記載されている重大な副作用は、心障害、肝機能障害、低カリウム血症（8.4%）、血小板減少、横紋筋融解症である。（低カリウム血症以外は頻度不明）
日本での治験（第II相臨床試験）時の副作用発現率は48.4%であり、主な副作用はAST（GOT）増加、ALT（GPT）増加、低カリウム血症等であった。
海外第III相臨床試験での副作用発現率は74.3%であり、主な副作用は疲労、ほてり、低カリウム血症等であった。

## 薬物動態
経口投与後、製剤中の不活性型の前躯体である酢酸アビラテロンは活性型のアビラテロンに変換される。この変換はおそらくCYPではなくエステラーゼによって触媒される。食物とともに摂取すると吸収が増加し、暴露レベルが大幅にばらつく。この薬は、食事の2時間以上前一時間以上後に飲むべきである。この薬は99%以上タンパクに結合して存在し、肝臓でCYP3A4とSULT2A1によって不活性な物質に代謝される。排泄は糞に約88%、尿に約5%排出され、半減期は12±5時間である。

## 相互作用
アビラテロンはCYP3A4で代謝されるので、強いCYP3A4誘導薬または阻害薬と併用することは望ましくない。CYP1A2、CYP2C9、CYP3A4の阻害作用があるので、これらの基質となる薬剤（特に治療域濃度の狭い薬剤）は併用すべきでない。

## 発見から臨床試験
1990年代初め、ロンドンで前立腺癌治療薬の探索が始まった。出発物質はケトコナゾールであった。アビラテロンはより有効性の高い物質として1993年に特許が出願され、受理された。
最初の臨床試験は2004年に開始された。2007年に化学療法未治療の患者に対する臨床試験で、70%の患者でアビラテロン酢酸エステルがPSAを減少、腫瘍を縮小、症状を軽減、LDHを正常化し、放射線治療と同様に有効であることが示された。しかし2008年には未だ長期使用時のベネフィットが明らかではないとも言われていた。
2つの第II相臨床試験の結果、アビラテロンはPSAを減少させ、腫瘍を縮小することが示された。第II相試験の21人の患者の多くが、QOLの著しい向上を示し、数人は骨転移による疼痛管理のためのモルヒネ投与を中止できた。平均すると無増悪生存期間（PFS）は、化学療法既治療群では161日延長し、未治療群では236日延長していた。
化学療法未治療患者に対する第II相臨床試験（33人）でのPSA無増悪期間は337日、ドセタキセル既治療の患者に対する第II相臨床試験（47人）でのPSA無増悪期間は169日であった。
進行乳癌に対する第I/II相臨床試験が進行中である。
小規模な試験の結果、腫瘍が前立腺組織内に留まっている場合はアビラテロンは1⁄3の患者で腫瘍が消失またはほぼ消失したと報じられた。
ドセタキセル既治療の患者に対する第III相臨床試験は2008年に始まった。並行して化学療法未治療の去勢抵抗性前立腺癌に対する偽薬対照無作為化第III相臨床試験の登録が2009年4月に開始された。
2010年9月には、ドセタキセル既治療群試験の中間解析が独立委員会により実施された。結果は良好であり、半数に偽薬を投与することが非倫理的であるとして全ての患者にアビラテロンが投与開始された。全生存期間は14.8ヶ月（偽薬群10.9ヶ月）で、偽薬群よりも3.9ヶ月延長していた。
化学治療未治療の遠隔転移を有する去勢抵抗性前立腺癌に対する二重盲検無作為化第III相臨床試験が実施され、1,088人の患者がアビラテロン酢酸エステル（1,000mg）＋プレドニゾン（5mg×2回/日）（以下AP群）または偽薬＋プレドニゾン（以下PP群）に割り付けられた。読影に拠る無増悪生存期間はAP群16.5ヶ月vs.PP群8.3ヶ月（ハザード比：0.53、95%信頼区間（CI）：0.45〜0.62、P<0.001）であった。中央値22.2ヶ月の追跡で、AP群の全生存期間はPP群より有意に延長していた（NYR vs.27.2ヶ月、ハザード比：0.75、95%CI：0.61〜0.93、P=0.01）。2012年12月にFDAにより追加承認された。